# Cherie Bennett
Cherie Bennett (Nova Iorque, 1960) é uma dramaturga, atriz, colunista, cantora e escritora estadunidense.

## Filmografia

### Televisão
- The Young and the Restless
- As the World Turns
- Port Charles
- Another World
- Girls Got Game
- Smallville

### Cinema
- Broken Bridges

## Livros
- Sunset Island
- Dawson's Creek
- Mirror Image
- Hope Hospital
- University Hospital
- Wild Hearts
- Teen Angels
- Trash
- Pageant
- Turn Me On
- Girls in Love
- Zink
- Life in the Fat Lane
- A Heart Divided
- Anne Frank & Me
- Searching for David's Heart